# 居宅介護支援
居宅介護支援（きょたくかいごしえん）とは、介護保険法保険給付対象サービスのひとつである。
介護利用者が適切に介護サービスを利用できるようにするため、利用者の依頼のもと、介護支援専門員（ケアマネジャー）がケアプラン（居宅介護サービス計画）を立てる。その計画に従い、サービスが提供されるようにサービス提供事業者との連絡・調整を行う。
制度上「自宅（居宅）」とされる住宅型有料老人ホームやサービス付き高齢者向け住宅の利用者（入居者）も利用できる。

## 定義
介護保険法第8条第24項において居宅介護支援は以下に定義される。

## 基本方針
指定居宅介護支援等の事業の人員及び運営に関する基準（以下、居宅介護支援基準）の第1条の2には、6項分の基本方針が定められている。
1. 指定居宅介護支援の事業は、要介護状態となった場合においても、その利用者が可能な限りその居宅において、その有する能力に応じ自立した日常生活を営むことができるように配慮して行われるものでなければならない。
2. 指定居宅介護支援の事業は、利用者の心身の状況、その置かれている環境等に応じて、利用者の選択に基づき、適切な保健医療サービス及び福祉サービスが、多様な事業者から、総合的かつ効率的に提供されるよう配慮して行われるものでなければならない。
3. 指定居宅介護支援事業者（法第四十六条第一項に規定する指定居宅介護支援事業者をいう。以下同じ。）は、指定居宅介護支援の提供に当たっては、利用者の意思及び人格を尊重し、常に利用者の立場に立って、利用者に提供される指定居宅サービス等（法第八条第二十四項に規定する指定居宅サービス等をいう。以下同じ。）が特定の種類又は特定の指定居宅サービス事業者（法第四十一条第一項に規定する指定居宅サービス事業者をいう。以下同じ。）等に不当に偏することのないよう、公正中立に行われなければならない。
4. 指定居宅介護支援事業者は、事業の運営に当たっては、市町村、法第百十五条の四十六第一項に規定する地域包括支援センター、老人福祉法（昭和三十八年法律第百三十三号）第二十条の七の二に規定する老人介護支援センター、他の指定居宅介護支援事業者、指定介護予防支援事業者（法第五十八条第一項に規定する指定介護予防支援事業者をいう。以下同じ。）、介護保険施設、障害者の日常生活及び社会生活を総合的に支援するための法律（平成十七年法律第百二十三号）第五十一条の十七第一項第一号に規定する指定特定相談支援事業者等との連携に努めなければならない。
5. 指定居宅介護支援事業者は、利用者の人権の擁護、虐待の防止等のため、必要な体制の整備を行うとともに、その従業者に対し、研修を実施する等の措置を講じなければならない。
6. 指定居宅介護支援事業者は、指定居宅介護支援を提供するに当たっては、法第百十八条の二第一項に規定する介護保険等関連情報その他必要な情報を活用し、適切かつ有効に行うよう努めなければならない。

## 基準
人員
- 一以上の員数の指定居宅介護支援の提供に当たる介護支援専門員であって常勤であるものを置かなければならない（居宅介護支援基準第2条）。
- 管理者は指定居宅介護支援事業所ごとに常勤の管理者を置かなければならない。また管理者は、介護保険法施行規則に規定する主任介護支援専門員でなければならず、専らその職務に従事する者でなければならないが同一事務所の業務の兼任は可能（同2条）。

運営
- 指定居宅介護支援事業者は、指定居宅介護支援の提供の開始に際し、あらかじめ、利用者又はその家族に対し、利用者について、病院又は診療所に入院する必要が生じた場合には、当該利用者に係る介護支援専門員の氏名及び連絡先を当該病院又は診療所に伝えるよう求めなければならない（居宅介護支援基準第4条）。
- 方針は、第1条の2に規定する基本方針「要介護状態となった場合においても、その利用者が可能な限りその居宅において、その有する能力に応じ自立した日常生活を営むことができるように配慮して行われるものでなければならない」及び12条に規定する基本取扱方針「要介護状態の軽減又は悪化の防止に資するよう行われるとともに、医療サービスとの連携に十分配慮して行われなければならない。」に基づく（居宅介護支援基準第13条）。
  - 指定居宅介護支援事業所の管理者は、介護支援専門員に居宅サービス計画の作成に関する業務を担当させる（同条第1項）。
  - 居宅サービス計画の作成に当たっては、利用者の日常生活全般を支援する観点から、介護給付等対象サービス（法第二十四条第二項に規定する介護給付等対象サービスをいう。以下同じ。）以外の保健医療サービス又は福祉サービス、当該地域の住民による自発的な活動によるサービス等の利用も含めて居宅サービス計画上に位置付けるよう努めなければならない（同条第4項）。
  - 介護支援専門員は、居宅サービス計画の作成に当たっては、適切な方法により、利用者について、その有する能力、既に提供を受けている指定居宅サービス等のその置かれている環境等の評価を通じて利用者が現に抱える問題点を明らかにし、利用者が自立した日常生活を営むことができるように支援する上で解決すべき課題を把握しなければならない（同条第6項）。
  - 介護支援専門員は、前号に規定する解決すべき課題の把握（以下「アセスメント」という。）に当たっては、利用者の居宅を訪問し、利用者及びその家族に面接して行わなければならない。この場合において、介護支援専門員は、面接の趣旨を利用者及びその家族に対して十分に説明し、理解を得なければならない（同条第7項）。
  - 介護支援専門員は、利用者の希望及び利用者についてのアセスメントの結果に基づき、利用者の家族の希望及び当該地域における指定居宅サービス等が提供される体制を勘案して、当該アセスメントにより把握された解決すべき課題に対応するための最も適切なサービスの組合せについて検討し、利用者及びその家族の生活に対する意向、総合的な援助の方針、生活全般の解決すべき課題、提供されるサービスの目標及びその達成時期、サービスの種類、内容及び利用料並びにサービスを提供する上での留意事項等を記載した居宅サービス計画の原案を作成しなければならない（同条第8項）。
  - 介護支援専門員は、サービス担当者会議の開催により、利用者の状況等に関する情報を担当者と共有するとともに、当該居宅サービス計画の原案の内容について、担当者から、専門的な見地からの意見を求める（同条第9項）。
  - 介護支援専門員は、居宅サービス計画を作成した際には、当該居宅サービス計画を利用者及び担当者に交付しなければならない（同条第11項）。
  - 介護支援専門員は、居宅サービス計画に位置付けた指定居宅サービス事業者等に対して、訪問介護計画（指定居宅サービス等の事業の人員、設備及び運営に関する基準（平成十一年厚生省令第三十七号。以下「指定居宅サービス等基準」という。）第二十四条第一項に規定する訪問介護計画をいう。）等指定居宅サービス等基準において位置付けられている計画の提出を求めるものとする（同条第12項）。
  - 介護支援専門員は、第十三号に規定する実施状況の把握（以下「モニタリング」という。）に当たっては、利用者及びその家族、指定居宅サービス事業者等との連絡を継続的に行うこととし、特段の事情のない限り、少なくとも一月に一回、利用者の居宅を訪問し、利用者に面接し、モニタリングの結果を記録することを行わなければならない（同条第14項）。
  - 介護支援専門員は、要介護認定を受けている利用者が要介護更新認定を受けた場合や要介護状態区分の変更の認定を受けた場合においては、サービス担当者会議の開催により、居宅サービス計画の変更の必要性について、担当者から、専門的な見地からの意見を求めるものとする。ただし、やむを得ない理由がある場合については、担当者に対する照会等により意見を求めることができるものとする（同条第15項）。
  - 介護支援専門員は、居宅サービス計画に厚生労働大臣が定める回数以上の訪問介護（厚生労働大臣が定めるものに限る。以下この号において同じ。）を位置付ける場合にあっては、その利用の妥当性を検討し、当該居宅サービス計画に訪問介護が必要な理由を記載するとともに、当該居宅サービス計画を市町村に届け出なければならない（同条第18項の2）。
  - 介護支援専門員は、利用者が訪問看護、通所リハビリテーション等の医療サービスの利用を希望している場合その他必要な場合には、利用者の同意を得て主治の医師等の意見を求めなければならない（同条第19項）。
  - 介護支援専門員は、居宅サービス計画に短期入所生活介護又は短期入所療養介護を位置付ける場合にあっては、利用者の居宅における自立した日常生活の維持に十分に留意するものとし、利用者の心身の状況等を勘案して特に必要と認められる場合を除き、短期入所生活介護及び短期入所療養介護を利用する日数が要介護認定の有効期間のおおむね半数を超えないようにしなければならない（同条第21項）。
  - 介護支援専門員は、居宅サービス計画に福祉用具貸与を位置付ける場合にあっては、その利用の妥当性を検討し、当該計画に福祉用具貸与が必要な理由を記載するとともに、必要に応じて随時サービス担当者会議を開催し、継続して福祉用具貸与を受ける必要性について検証をした上で、継続して福祉用具貸与を受ける必要がある場合にはその理由を居宅サービス計画に記載しなければならない（同条第22項）。
  - 介護支援専門員は、利用者が提示する被保険者証に、法第七十三条第二項に規定する認定審査会意見又は法第三十七条第一項の規定による指定に係る居宅サービス若しくは地域密着型サービスの種類についての記載がある場合には、利用者にその趣旨（同条第一項の規定による指定に係る居宅サービス若しくは地域密着型サービスの種類については、その変更の申請ができることを含む。）を説明し、理解を得た上で、その内容に沿って居宅サービス計画を作成しなければならない（同条第24項）。
  - 介護支援専門員は、要介護認定を受けている利用者が要支援認定を受けた場合には、指定介護予防支援事業者と当該利用者に係る必要な情報を提供する等の連携を図るものとする（同条第25項）。

- 指定居宅介護支援事業者は、利用者が他の居宅介護支援事業者の利用を希望する場合、要介護認定を受けている利用者が要支援認定を受けた場合その他利用者からの申出があった場合には、当該利用者に対し、直近の居宅サービス計画及びその実施状況に関する書類を交付しなければならない（居宅介護支援基準第15条）。
- 指定居宅介護支援事業者は、指定居宅介護支援を受けている利用者が正当な理由なしに介護給付等対象サービスの利用に関する指示に従わないこと等により、要介護状態の程度を増進させたと認められるときや偽りその他不正の行為によって保険給付の支給を受け、又は受けようとした場合は、遅滞なく、意見を付してその旨を市町村に通知しなければならない（居宅介護支援基準第16条）。
- 指定居宅介護支援事業者は、利用者に対する指定居宅介護支援の提供に関する居宅サービス計画やアセスメントの結果、サービス担当者会議、モニタリングの結果の記録などを整備し、その完結の日から二年間保存しなければならない（居宅介護支援基準第29条）。